# Bad Herrenalber Modell
Das Bad Herrenalber Modell ist ein humanistisches und tiefenpsychologisch fundiertes, sich an dem Zwölf-Schritte-Programm zur Abstinenz gegenüber Suchtmitteln orientierendes, ganzheitliches Psychotherapie-Konzept auf Grundlage einer Therapeutischen Gemeinschaft. In den 1970er Jahren wurde es unter anderem von Walther H. Lechler gemeinsam mit Therapeuten und Patienten entwickelt. In unterschiedlichen Abwandlungen wird das Bad Herrenalber Modell in Kliniken noch in der Hochgrat-Klinik Wolfsried in Stiefenhofen und der Adula-Klinik in Oberstdorf praktiziert.

## Konzept
Im Rahmen eines stationären Klinikaufenthaltes sollen psychisch und/oder psychosomatisch erkrankte Menschen die Gelegenheit zu einer Neu- und Umorientierung bekommen. Die Therapie soll ermutigen.
Das Störungskonzept des Herrenalber Modells basiert im Wesentlichen nach Daniel Casriel auf der Theorie der ungenügenden Befriedigung kindlicher Grundbedürfnisse, insbesondere dem Bedürfnis nach körperlicher Nähe und emotionaler Offenheit. Hintergrund sind oft ein zu wenig einfühlsames oder ein überbehütendes Umfeld in der Kindheit, Grundkonflikte, für die keine angemessene Lösungsstrategie entwickelt wurde, traumatische Erfahrungen oder unangemessene und verfestigte Werte und Einstellungen. 
Das Therapiekonzept basiert auf der Therapeutischen Gemeinschaft und Großgruppentherapie der Therapie in Kerngruppen, der Bondingtherapie, Meditation, Bewegung und Sport, sowie der Arbeit in Selbsthilfegruppen nach dem 12-Schritte-Programm. Dadurch soll ein heilsames Erkennen, Verändern, manchmal auch Durchbrechen des als selbstzerstörerisch angesehenen Lebensprogrammes unterstützt werden. Es verlangt das Aufgeben von „kompromisshaften Bewältigungsversuchen“, „allen Selbsttäuschungen“ und sogenannten „stabilisierenden Tricks“.
Die Gemeinschaft soll den Patienten in der Beziehung zum eigenen Körper sowie bei der Suche nach einem Lebenssinn und seiner spirituellen Orientierung unterstützen. Im Modell wird davon ausgegangen, dass beeinträchtigende Lernerfahrungen zu einem doppelten Defizit geführt haben. Ferner wird davon ausgegangen, dass durch die Nichterfüllung von Bedürfnissen Mangelzustände entstanden sind. Dies soll sich demnach in der Art eines Teufelskreises gegenseitig verstärken.
Durch die zugleich stützende wie auch konfrontierende psychodynamische Gemeinschaft der Gruppe soll eine Atmosphäre geschaffen werden, in der Möglichkeiten entwickelt werden können, selbstzerstörende Verhaltensweisen zu erkennen. Deswegen sollten Patienten, die sich nach diesem Konzept behandeln wollen, sowohl motiviert sein, sich mit dem eigenen Verhalten kritisch in einer geleiteten Gruppe auseinanderzusetzen, als auch eine hohe Bereitschaft zur Änderung ihrer Persönlichkeitsstruktur besitzen und spirituelle Offenheit mitbringen.
Die Klinik ist als Begegnungsstätte konzipiert, mit gegenseitigem Lernen und Lehren. Auch Angehörige der Patienten können mit in die Behandlung eingebunden werden. Das Modell ist prägend für Teile der psychotherapeutischen Selbsthilfe und Selbsthilfegruppen in Deutschland und darüber hinaus.

## Fünf Säulen

### Therapeutische Gemeinschaft
Die therapeutische „Lehr- und Lerngemeinschaft“ beinhaltet das Wirken aller Mitarbeiter und Gäste der Klinik in einem gemeinsamen Prozess. Sie dient als Übungsfeld der Begegnung für authentisches und gewaltfreies Kommunikationsverhalten. Die Mitarbeiter und die Gäste sprechen sich gegenseitig mit einem vertraulichen „Du“ und mit ihren Vornamen an. In regelmäßigen Großgruppen (Vollversammlung, Komitee, Plenum) werden exemplarisch Beziehungsklärungen, Konfrontationen und Rückfälle bearbeitet, um alte Beziehungsmuster zu verändern und neues Beziehungsverhalten zu erleben und einzuüben. Damit wurde die Idee zu später entwickelten verhaltenstherapeutisch orientierten sozialen Kompetenztrainings hier schon vorweggenommen.

### Fasten
Die Fastenvereinbarung ist Voraussetzung und der therapeutische Einstieg in die Behandlung. Fasten bedeutet hier etwas anderes als in einer konventionellen Fastenklinik. Es bezieht sich im Wesentlichen auf Verzicht gegenüber Zerstreuung und Gefühlsmanipulation jeglicher Art. Verboten sind bewusstseinsverändernde Drogen aller Art, Fernsehen, Radio, Musikabspielgeräte, Computer, zerstreuende oder ablenkende Literatur sowie Romanzen und sexuelle Kontakte während des Klinikaufenthaltes bis hin zum Verzicht auf Kaffee, Süßigkeiten, Zucker etc., wenn auch von Letzterem eine Abhängigkeit bzw. Sucht besteht. Der Verzicht auf Ablenkungen und Zerstreuungen soll erleichtern, bisher teilweise abgewehrte Gefühle zuzulassen und diese in Begegnungen in der therapeutischen Gemeinschaft auszudrücken. Auch soll ein gesünderer Umgang mit den bisher mangelhaft befriedigten Grundbedürfnissen, auf die diese Gefühle hindeuten, erreicht werden. Das Fasten bezieht sich, neben den genannten Ablenkungen und eventuellen (Ersatz-)Befriedigungen, explizit auch auf dysfunktionales symptomatisches Verhalten wie überengagiertes Helfen oder depressiven Rückzug, das bisher zur Aufrechterhaltung der Störung beitrug. Diesbezüglich gibt es die Bereitschaft aller Teilnehmer der therapeutischen Gemeinschaft, sich konfrontierbar zu machen, um sich von anderen im Prozess des Einübens neuen Verhaltens unterstützen zu lassen.

### Casriel-Therapie
Die Casriel-Bonding-Therapie hat entscheidenden Einfluss auf die gesamte Klinikatmosphäre und soll die allgemeine therapeutische Arbeit in der Klinik fördern. Sie soll den Zugang zu abgewehrten Emotionen und körperlichen Bedürfnissen erleichtern.

### Körpertherapie
Körperorientierte Therapie in Verbindung mit regelmäßigen sportlichen Aktivitäten und täglicher Bewegung draußen bei jedem Wetter beinhaltet auch das Einüben von Atem- und Entspannungstechniken sowie Meditation.

### 12-Schritte-Programm
Ein Zwölf-Schritte-Programm, das der Orientierung auf dem Genesungsweg sowie der Festigung der geistigen und spirituellen Grundlage des therapeutischen Prozesses dienen soll, wird in Selbsthilfegruppen umgesetzt. Zu diesem Zweck werden in den Abendstunden „12-Schritte-Meetings“ angeboten, die entweder in der Klinik selbst oder außerhalb stattfinden. Die Teilnahme an diesen Selbsthilfegruppen ist verpflichtend gewesen.

## Weitere Methoden

### Marathon
Regelmäßig finden 5-tägige Intensiv-Tage statt, beispielsweise als „Hütten-Marathon“ oder „Wander-Marathon“. Dabei sind einzelne Patientengruppen und ihre Therapeuten fünf Tage jeweils 24 Stunden zusammen und arbeiten an ihrer Gesundheit.

### Kreativtherapie
Kunsttherapie (Malen, Töpfern etc.), Tanztherapie, Theatertherapie sind weitere Therapieformen, die im Herrenalber Modell zunehmend genutzt werden. Ebenso werden Achtsamkeitstherapie, Meditation, Yoga und Bewegungstherapie eingesetzt.

## Indikation
Besonders geeignet und ursprünglich dafür entstanden ist das Herrenalber Modell für Suchtpatienten. Insbesondere bei stoffgebundenen Süchten wie Alkohol, Drogen, Medikamente, aber auch für stoffungebundene Süchte wie Glücksspiel, Kaufen, Sex, Arbeit, Sport, Internet etc.
Das Herrenalber Modell eignet sich auch bei Beziehungsstörung, Depression, Angst, posttraumatischer Belastungsstörung, psychosomatischer Störung, Burnout. Entsprechend werden „Indikationsgruppen“ angeboten, in denen passend zur Diagnose gezielt gearbeitet werden kann.

## Kontraindikation
Als Bestandteil der Therapie einer Borderline-Persönlichkeitsstörung wird Bonding mittlerweile von einigen wichtigen Vertretern des Bad Herrenalber Konzepts als kontraindiziert angesehen. Es könne möglicherweise zu einer Aufspaltung der Persönlichkeit führen. Häufiger jedoch war bei schweren Borderline-Persönlichkeiten, die an solch einem stark emotional aktivierenden und aufdeckenden Verfahren teilnahmen, zu beobachten, dass es zu einer weiteren ungewollten affektiven Destabilisierung und Krise der ohnehin schon emotional sehr labilen Patienten kam. Diese Patienten können sich nach dem Bonding nur schwer wieder selbst regulieren, beruhigen und stabilisieren, was bei anderen Patienten, die mehr Ich-Struktur besitzen meist ohne größere Schwierigkeiten gelingt.

## Geschichte
Das Herrenalber Modell wurde 1971 von Walther Lechler in der „Psychosomatischen Klinik Bad Herrenalb“ im Kurort Bad Herrenalb eingeführt und entwickelt. Er leitete die Klinik bis 1988. In den 1990er Jahren wurde die Klinik in ein Hotelgebäude in Herrenalb verlegt. Im Dezember 2011 hat der neue Betreiber zusammen mit den Kostenträgern, insbesondere der Deutschen Rentenversicherung, in dieser Klinik das Modell abgeschafft.
Das Herrenalber Modell wurde von ehemaligen Mitarbeitern und anderen weitergetragen und fortgeführt: von Konrad Stauss in der „Psychosomatischen Klinik Bad Grönenbach“, von Georg Reisach in der „Hochgrat-Klinik Wolfsried“ und der „Adula-Klinik Oberstdorf“.
Heute wird das Herrenalber Modell noch an folgenden Kliniken praktiziert:
- Hochgrat-Klinik in Wolfsried, Stiefenhofen[2]
- Adula-Klinik in Oberstdorf[3]

## Kritik am Bad Herrenalber Modell
Vereinzelt werden Kritikpunkte bezüglich der Anonymen Alkoholiker (AA), abgewandelter Selbsthilfegruppen für andere Lebensprobleme und des Zwölf-Schritte-Programms auch auf das Bad Herrenalber Klinikkonzept übertragen, da die Genesungsideologie der AA-Gruppen ein integraler Bestandteil der entsprechenden Kliniken ist.
Ein weiterer Kritikpunkt richtet sich gegen die weitgehende Störungsunspezifität der therapeutischen Gemeinschaft in der Urform des Bad Herrenalber Modells.
Das Konzept erfordert ein hohes Maß an Eigenverantwortung und Selbstregulationsfähigkeit des Patienten für seine Heilung. Die sogenannten strukturell gestörten Patienten fühlen sich in diesem Gruppenkonzept immer wieder durch die hohe emotionale Aktivierung in der Beziehungsarbeit überfordert. Verschiedentlich wird deshalb angebracht, dass das Bad Herrenalber Konzept besser für neurotische Probleme und weniger gut für strukturelle Störungen und Persönlichkeitsstörungen geeignet sei.
Verschiedentlich geäußerte Kritik geht dahin, das Modell sei zu radikal, zu konfrontativ und zu sehr dem humanistisch-psychotherapeutischen Selbstentfaltungsideal der 1970er Jahre verpflichtet. Typische Reiz- und Konfliktthemen zwischen Therapeuten, Klinikbetreibern und Vertretern der Kostenträger sind das „therapeutische DU“, unkonventionelle Therapieverfahren, wie Gestalttherapie, Bondingpsychotherapie, Familienaufstellungen und weitere, die menschliche und körperliche Nähe, das hohe Ausmaß an emotionaler Aktivierung, bzw. die erwünschte vorübergehende emotionale Destabilisierung innerhalb der Behandlung, das Fastenkonzept in Verbindung mit der strikten Entlasspolitik bei Fastenbrüchen sowie die anteilmäßige Gewichtung von Therapie und Wellness.
Ein neuerer Kritikpunkt bemängelt die nicht ausreichende Evidenzbasiertheit des Bad Herrenalber Modells.